# Skocznia (lekkoatletyka)

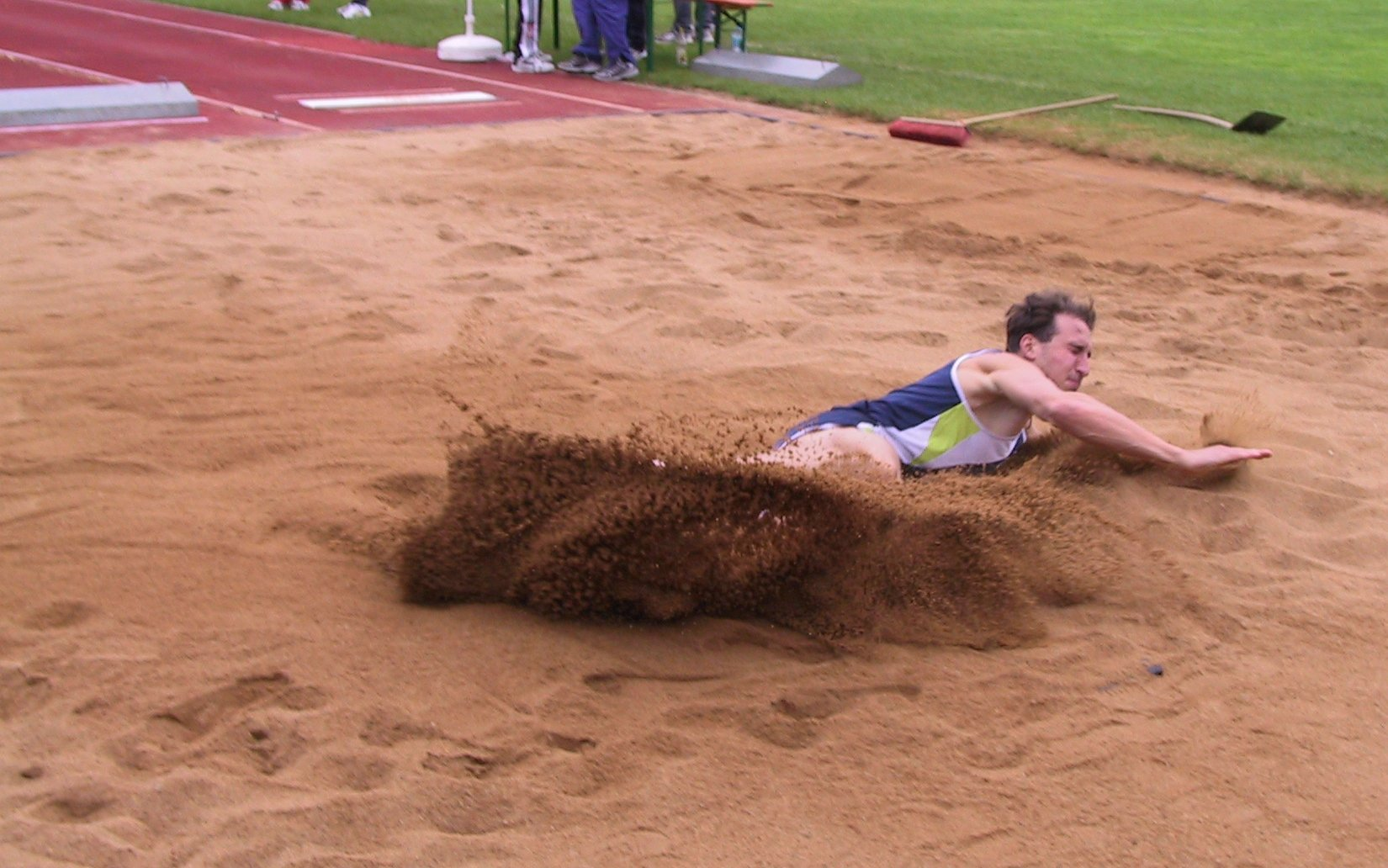
Skocznia w dal

Skocznia lekkoatletyczna – miejsce na stadionie, które zostało przystosowane i specjalnie wyposażone w celu rozgrywania konkurencji lekkoatletycznych: skoku w dal, trójskoku, skoku wzwyż i skoku o tyczce. Skocznia składa się z rozbiegu, belki i zbiornika z piaskiem w przypadku skoku w dal i trójskoku oraz rozbiegu, stojaków podtrzymujących poprzeczkę i zeskoczni w przypadku skoku wzwyż oraz o tyczce. 